# 오충남
오충남(吳忠南, 1949년 10월 10일 ~ , 제주특별자치도 서귀포시)은 대한민국의 전직 제주도의원을 지낸 정치인으로 제6대 제주도의회 의장을 역임했다. 본관은 군위이다.

## 학력
- 1966 ~ 1969 중문고등학교 졸업
- 성균관대학교 경영학 학사 졸업
- 탐라대학교 정책개발대학원 최고정책결정자 과정 수료

## 경력
- 1982 ~ 1996 산남새마을금고 이사장
- 1987 ~ 2003 새마을문고 서귀포시지부 회장
- 1988 한국청년회의소 제주지구 회장
- 한국청년회의소 중문지부 회장
- 중문상고 총동창회장
- 제주지구 JC지구회장
- (전)제주도의회 내무위원장
- 새마을문고 서귀포시지부 회장
- 1995.07 ~ 1998.06 제5대 제주도의회 의원
- 제5대 제주도의회 내무위원회 위원장
- 1998.07 ~ 2002.06 제6대 제주도의회 의원
- 제6대 제주도의회 내무위원회 위원장
- 2000.07 ~ 2000.08 제6대 제주도의회 의장
- 2000 ~ 2004 제주특별자치도체육회 부회장

## 수상
- 1986 내무부장관 표창
- 문화부장관 표창
- 법무부장관 표창
- 1995 새마을포장

## 역대 선거 결과
| 선거명           | 직책명                                        | 대수           | 정당           | 득표율 | 득표수  | 결과 | 당락                |
| ---------------- | --------------------------------------------- | -------------- | -------------- | ------ | ------- | ---- | ------------------- |
| 제1회 지방 선거  | 제주도의원(서귀포시 제3선거구)                | 5대 (민선 1기) | 무소속         | 36.39% | 4,034표 | 1위  | 제주특별도의원 당선 |
| 제2회 지방 선거  | 제주도의원(서귀포시 제3선거구)                | 6대 (민선 2기) | 새정치국민회의 | 52.75% | 5,962표 | 1위  | 제주특별도의원 당선 |
| 제3회 지방 선거  | 제주도의원(서귀포시 제3선거구)                | 7대 (민선 3기) | 새천년민주당   | 43.49% | 4,779표 | 2위  | 낙선                |
| 10·30 재보궐선거 | 제주도의원(서귀포시 제3선거구)                | 7대 (민선 3기) | 새천년민주당   | 47.9%  | 3,850표 | 2위  | 낙선                |
| 제4회 지방 선거  | 제주특별자치도의원(제주특별자치도 제24선거구) | 8대 (민선 4기) | 무소속         | 13.50% | 1,475표 | 4위  | 낙선                |